# Spilogona megastoma
Spilogona megastoma är en tvåvingeart som först beskrevs av Karl Henrik Boheman 1865.  Spilogona megastoma ingår i släktet Spilogona och familjen husflugor. Arten är reproducerande i Sverige. Inga underarter finns listade i Catalogue of Life.